# Toqi Telpak Furushon
 (décembre 2023).
Le Toqi Telpak Furushon (en ouzbek : Toqi Telpakfurushon) est un bazar situé à Boukhara, qui fait partie de son centre historique. Ce monument architectural est construit en 1571 pendant le règne du souverain shaïbanide Abdullah Khan II,. Actuellement, il est inclus dans la liste nationale des biens immobiliers du patrimoine matériel et culturel de l'Ouzbékistan.

## Histoire
Le Toqi Telpak Furushon est construit entre 1570 et 1571,, sous le règne du souverain chaybanide Abdullah Khan II au XVIe siècle et est situé à proximité immédiate du marché à Boukhara. Au fil des siècles, cet endroit porte différents noms. Il est connu pour la vente de différents articles tels que des chapeaux en fourrure, des manteaux en peau de mouton, des tissus magnifiques et des turbans exotiques. Le nom « Toqi Tepakfurushon » est associé à ce marché à différentes époques. Par exemple, il est connu sous des noms tels que « Choharsuyi Oxan », « Toqi Kitobfurushon » et « Toqi Khwaja Muhammad Parron ». Les noms ultérieurs sont notamment « Toqi Allofi » et « Toqi Ordfurushon ». Au cours des siècles intermédiaires, des librairies sont également présentes sur le marché. À proximité de Toqi Tepakfurushon, on trouve actuellement des boutiques de ferronnerie et des bains publics. De nos jours, Toqi Telpakfurushon abrite des étals de commerce et des ateliers d'artisanat. Au cours des années de l'indépendance, Toqi Telpakfurushon fait l'objet de rénovations.

## Architecture
Toqi Tepakfurushon est construit en adobe, en bois, en pierre et en argile. L'architecte du bâtiment a brillamment relié cinq niches voûtées, en forme d'alcôves, dans un agencement ordonné et symétrique, les combinant en une coupole centrale avec des portes voûtées. La coupole est toujours intacte, avec des entrées. Ce bâtiment a une structure hexagonale unique, et sa coupole centrale est dotée de portes. Toqi Tepakfurushon sert de vitrine pour les boutiques qui vendent divers vêtements traditionnels, bijoux et autres types de tenues,. Selon les documents waqf, il a été construit entre 1570 et 1571, avec la jonction des cinq arches visibles sur différents côtés,. La coupole principale comporte six niveaux de murs, et les alentours sont entourés de plus petites coupoles. Elle a un diamètre de 38 mètres, une hauteur de 10 mètres jusqu'au départ de la voûte, une superficie commerciale carrée de 28 mètres et une largeur de rue de 14 mètres,,.  La coupole de Toqi Tepakfurushon est préservée et remarquable, ce qui en fait la deuxième plus grande dans cette direction. Dans le passé, la zone sous la coupole était occupée par des commerçants de vêtements et de livres.

## Emplacement
Toqi Telpak Furushon se trouve à environ 300 mètres au sud de Toqi Zargaron, à un point où cinq rues se croisent. À environ dix mètres à l'ouest et au sud se trouve la mosquée Magok-i-Kurpa.